# Alfred Eryk Robinson
Alfred Eryk Robinson, britanski general, * 19. september 1894, † 4. marec 1978.